# Айтенов, Мурат Дуйсенбекович
Мура́т Дуйсенбе́кович Айте́нов (каз. Мұрат Дүйсенбекұлы Әйтенов; род. 30 октября 1981, Джетысай, Чимкентская область, Казахская ССР, СССР) — казахстанский государственный деятель, аким города Шымкента с 21 января 2020 года по 5 сентября 2023 года.

## Биография
Родился 30 октября 1981 года в городе Джетысае Чимкентской области.

## Образование
- В 2004 году с отличием окончил Краснодарский военный институт им. генерала армии С. М. Штеменко по специальности Организация и технология защиты информации[3].
- В 2011 году окончил Карагандинский экономический университет Казпотребсоюза по специализации «Правовое регулирование в сфере экономики».
- В 2015 году получил степень магистра делового администрирования в Московском государственном университете имени М. В. Ломоносова.

## Карьера
- 2004—2006 гг. — старший инженер-начальник дежурной смены отдела специальной связи при Министерстве обороны Республики Казахстан[4].
- 2006—2008 гг. — заведующий крестьянским двором АО «Астана — Өнім» Управления делами Президента Республики Казахстан.
- 2008—2010 гг. — эксперт сектора координации производственной деятельности отдела по управлению подведомственными организациями Управления делами Президента Республики Казахстан.
- 2010—2012 гг. — заместитель заведующего отделом официальных мероприятий и внешних связей Управления делами Президента Республики Казахстан.
- 2012—2013 гг. — заведующий отделом официальных мероприятий и внешних связей Управления делами Президента Республики Казахстан.
- 2013—2017 гг. — руководитель аппарата Управления делами Президента Республики Казахстан.
- 2017—2019 гг. — заместитель Управляющего делами Президента Республики Казахстан.
- С 27 декабря 2019 г. — 21 января 2020 г. — первый заместитель акима города Шымкента.
- С 21 января 2020 г. — аким города Шымкента, переназначен на должность 1 декабря 2022 г.

## Аким города Шымкента
В ходе отчетной встречи с населением, которая прошла спустя три недели после назначения, Мурат Айтенов пообещал — в городе поэтапно будут решаться коммунально-бытовые проблемы жителей присоединенных территорий.
В первую очередь, это вопросы газо-, электро- и водоснабжения на окраинах города. Тем не менее большим вопросом остается нехватка имеющихся мощностей для обеспечения всех запросов горожан качественной электроэнергией и бесперебойным газоснабжением.

### Развитие городской инфраструктуры
Для решения вопроса газоснабжения в городе ведется строительство АГРС-3, которая позволит обеспечить газоснабжением 100 % жителей мегаполиса. К слову, строительство будет завершено до конца 2020 года.
Ведется работа по вводу в эксплуатацию подстанции «Бозарык», которая позволит решить вопрос электроснабжения в северной части города. Ввод в эксплуатацию намечен на вторую половину 2020 года.
На встречах с жителями отдаленных районов Мурат Айтенов говорит, что вопрос дорог в городе полностью будет решен в ближайшие три года. Только в 2020 году будут отремонтированы более 300 км дорог.

### Транспортная политика
Для решения нехватки общественного транспорта в городе ведется разработка транспортной схемы, кроме того, уже в августе 2020 года планируется ввести систему электронного билетирования, а автопарк пополнится порядка 600 новыми автобусами. В этом году также должны быть установлены 260 новых остановок.
Полным ходом ведутся работы по строительству дороги, подводящей к новому терминалу аэропорта города Шымкент и благоустройству территории, прилегающей к новому терминалу. Его строительство должно быть завершено до конца 2020 года.
Наряду с этим начаты работы и по ремонту железнодорожного вокзала.

### Градостроительная политика
Так как в очереди на получение коммунального жилья зарегистрированы более 40 000 человек, принято решение увеличить объемы строительства жилья. В ближайшие три года в мегаполисе будут построены 652 многоэтажных жилых дома.
Большая работа ведется и по реконструкции крупных спортивных объектов. Так, начаты работы на стадионе «Металлургов».
Этот же период определен для решения вопроса нехватки школ — до 2023 года в Шымкенте будут построены 42 новые школы.
Существенно меняется и облик многоэтажных домов вдоль центральных улиц города. В рамках социальной ответственности бизнеса ведется ремонт фасадов городских многоэтажек.

## Критика
Айтенов Мурат часто подвержен критике граждан города Шымкент как один из худших акимов города за всю историю независимого Казахстана. В частности, за бездействие во время январских событий в Казахстане (2022), за нерациональное использование бюджетных средств, уничтожение Ипподрома города Шымкент в угоду строительным компаниям, отчуждение земель Дендропарка города Шымкент в пользу строительства коттеджей и т. д. Жители города Шымкент несколько раз подписывали петицию об отставке градоначальника, однако результата за петициями не последовало.
Некоторые общественники предполагают аффлированность Айтенова Мурата с Абаем Бисембаевым, экс-помощником первого президента Республики Казахстан, Елбасы и первым экс-заместителем в Управлении делами Президента Республики Казахстан, благодаря которому Айтенов прочно держит позиции градоначальника Шымкента.

## Награды
- Орден «Курмет».
- Медаль «20 лет независимости Республики Казахстан».
- Медаль «20 лет Ассамблеи народа Республики Казахстан».